# مالایکا میهامبو
مالایکا میهامبو (آلمانی: Malaika Mihambo؛ زادهٔ ۳ فوریهٔ ۱۹۹۴) ورزشکار زن پرش طول اهل آلمان است.
وی همچنین برندهٔ جوایزی همچون شخصیت ورزشی سال آلمان شده‌است.